# Opole
Opole (tysk: Oppeln)  er en by ved floden Oder i den centrale del af Opole voivodskab i det sydlige Polen.  Byen  har 127.387(2021) indbyggere og et areal på	96,2  km².  Den den største by i voivodskabet, og er administrationsby i  bypowiatet (amt) Opole.

## Historie
Byen var tidligere hovedstad i den prøjsiske provins Oberschlesien i regionen Schlesien.
Dens historie går tilbage til det 8. århundrede, og Opole er en af de ældste byer i Polen.  Den blev hovedstad for et hertugdømmet i middelalderens Polen i 1172, og i 1217 blev det givet byrettigheder af hertug Kasimir 1. af Opole,  oldebarnet af den polske hertug Bolesław 3. Wrymouth. I middelalderperioden og renæssancen var byen kendt som et handelscentrum; flere hovedhandelsruter krydsede hinanden her, hvilket var med til at skabe et stabilt overskud fra transithandel. Den hurtige udvikling af byen var også forårsaget af etableringen af et regentsæde i Opole i 1816.

## Galleri
- Opole
- Opole domkirke